# Зекі Явру
Зекі Явру (тур. Zeki Yavru, нар. 5 вересня 1991, Трабзон) — турецький футболіст, правий захисник клубу «Генчлербірлігі».

## Клубна кар'єра
Народився 5 вересня 1991 року в місті Трабзон. Вихованець футбольної школи клубу «Трабзон Телекомспор», з якої 2007 року перебрався в академію «Трабзонспора».
У дорослому футболі дебютував 2010 року виступами за «1461 Трабзон», в якому провів один сезон, взявши участь у 19 матчах чемпіонату.
2011 року Зекі повернувся в «Трабзонспор», проте закріпитись в основній команді не зумів, зігравши в чемпіонаті лише 9 матчів, через що був знову відданий в оренду в «1461 Трабзон», з яким у сезоні 2011/12 виграв Другу лігу чемпіонату Туреччини — третій за рівнем дивізіон країни.
До складу «Трабзонспора» повернувся влітку 2012 року. Всього встиг відіграти за головну команду з Трабзона 37 матчів в національному чемпіонаті.

## Виступи за збірну
2013 року провів 3 матчі за другу збірну Туреччини.